# Жилово
Жилово (пол. Żyłowo) — село в Польщі, у гміні Старий Люботинь Островського повіту Мазовецького воєводства.
Населення — 96 осіб (2011).
У 1975-1998 роках село належало до Остроленцького воєводства.

## Демографія
Демографічна структура станом на 31 березня 2011 року:
|          | Загалом | Допрацездатний вік | Працездатний вік | Постпрацездатний вік |
| -------- | ------- | ------------------ | ---------------- | -------------------- |
| Чоловіки | 50      | 9                  | 31               | 10                   |
| Жінки    | 46      | 6                  | 27               | 13                   |
| Разом    | 96      | 15                 | 58               | 23                   |